# Walter Dietrich
Walter Dietrich (ur. 24 grudnia 1902, zm. 27 listopada 1979) – szwajcarski piłkarz grający na pozycji napastnika. W reprezentacji Szwajcarii rozegrał 14 meczów i strzelił 6 goli.

## Kariera piłkarska
Karierę piłkarską Dietrich rozpoczął w klubie FC Basel, w którym zadebiutował w 1919. W 1922 odszedł do Forward Morges, a 1923-1925 grał w Servette FC, z którym został mistrzem Szwajcarii w sezonie 1924/1925. W 1925 przeszedł do niemieckiego Eintrachtu Frankfurt, w którym grał do zakończenia kariery w 1938.

## Kariera reprezentacyjna
W reprezentacji Szwajcarii Dietrich zadebiutował 23 marca 1924 roku w wygranym 3:0 towarzyskim meczu z Francją, rozegranym w Genewie. W 1924 roku był podstawowym zawodnikiem Szwajcarii na Igrzyskach Olimpijskich w Paryżu. Zdobył na nich srebrny medal. Od 1924 do 1928 roku rozegrał w kadrze narodowej 14 meczów i strzelił w nich 6 goli.